# Alfred Kern & fils
Alfred Kern & fils, zuletzt Daniel Kern Manufacture d’Orgues, war eine elsässische Orgelbaufirma mit Sitz in Straßburg.

## Geschichte
Gegründet wurde die Firma 1953 von Alfred Kern (* 12. Februar 1910 in Vendenheim; † 13. Oktober 1989 in Straßburg). Die Manufaktur setzte von Anfang an auf klassische mechanische Orgeln. 1961 baute Kern die Orgel der Dorfkirche von Günsbach nach Plänen von Albert Schweitzer, die dieser als sein „letztes Werk“ bezeichnete. 1977 übernahm Kerns Sohn Daniel (* 27. März 1950 in Straßburg; † 14. August 2019) die Firma. Diese wurde dann umbenannt zu Daniel Kern Manufacture d’Orgues.
Orgelneubauten von Kern finden sich in Frankreich unter anderem zahlreiche in Straßburg, in der Kirche Saint-Jean-de-Malte in Aix-en-Provence, in der Anglikanischen Kirche und in Sainte-Jeanne-de-Chantal in Paris und in der Kirche Saint-Pothin in Lyon sowie in Japan und Österreich. In Deutschland entstanden unter anderem die Orgeln in Stadthagen, Burg (Dithmarschen), Bremen-Lesum und die Orgel der neu erbauten Frauenkirche in Dresden.
Daneben hatte sich die Firma auf die Restaurierung historischer Orgeln zum Beispiel von Silbermann, Robert Clicquot, Cavaillé-Coll und Merklin spezialisiert und baute auch Kleinorgeln für Musikschulen und -vereine.
Der Orgelbauer Gaston Kern ist ein Vetter von Daniel Kern.
Im Frühjahr 2015 meldete die Firma Insolvenz an und wurde im Oktober 2018 aus dem Firmenregister gelöscht.
Der Neubau der großen Konzertorgel für das Auditorium Campra im neu errichteten Gebäude des Conservatoire Darius Milhaud in Aix-en-Provence, die in den Jahren 2014 und 2015 erbaut und im September 2015 eingeweiht wurde, gilt als das letzte Werk aus der Manufaktur Kern.

## Werkliste (Auswahl)
| Jahr      | Ort                        | Gebäude                      | Bild | Manuale | Register | Bemerkungen                                                                        |
| --------- | -------------------------- | ---------------------------- | ---- | ------- | -------- | ---------------------------------------------------------------------------------- |
| 1963      | Paris                      | St-Séverin                   |      | IV/P    | 59       |                                                                                    |
| 1992      | Bremen-Lesum               | St.-Martini-Kirche           |      | III/P   | 34       |                                                                                    |
| 1993      | Mondsee                    | Basilika Mondsee             |      | III/P   | 40       | Neubau unter historischer Vorgaben und historisches Gehäuse wurde wiederverwendet. |
| 1995      | Rouen                      | St-Maclou                    |      | III/P   | 37       | Neubau unter Verwendung eines wertvollen Prospekts von 1540                        |
| 1997      | Sapporo                    | Sapporo Concert Hall         |      | IV/P    | 68       | → Orgel (japanisch)                                                                |
| 2003      | Stadthagen                 | St. Martini                  |      | III/P   | 51       | Vollständige Erneuerung im historischen Prospekt                                   |
| 2005      | Dresden                    | Frauenkirche                 |      | IV/P    | 64       | → Orgel                                                                            |
| 2008      | Bayon (Meurthe-et-Moselle) | St-Martin                    |      | III/P   | 35       |                                                                                    |
| 2009      | Longpont-sur-Orge          | Notre-Dame-de-Bonne-Garde    |      | III/P   | 31       |                                                                                    |
| 2011      | Donzdorf                   | St. Martinus                 |      | II/P    | 31       | → Orgel                                                                            |
| 2014      | Schwerte                   | St.-Viktor-Kirche            |      | II/P    | 27       |                                                                                    |
| 2014/2015 | Aix-en-Provence            | Conservatoire Darius Milhaud |      | III/P   | 46       | große Konzertorgel für das Auditorium des Konservatoriums → Orgel                  |